# Liste der Kulturdenkmäler in Herl
In der Liste der Kulturdenkmäler in Herl sind alle Kulturdenkmäler der rheinland-pfälzischen Ortsgemeinde Herl aufgeführt. Grundlage ist die Denkmalliste des Landes Rheinland-Pfalz (Stand: 8. Februar 2023).

## Einzeldenkmäler
| Bezeichnung                           | Lage               | Baujahr | Beschreibung             | Bild                           |
| ------------------------------------- | ------------------ | ------- | ------------------------ | ------------------------------ |
| Katholische Filialkirche St. Quirinus | Bergstraße 1b Lage | 1846    | Saalbau, bezeichnet 1846 | weitere Bilder Fotos hochladen |